# Roy Book Binder
Roy Book Binder (* 5. října 1943) je americký zpěvák a kytarista. Narodil se v newyorském Queensu a po střední škole působil v námořnictvu. Svou první kytaru si koupil na vojenské základně v Itálii. Po návratu do New Yorku se stal studentem Reverenda Garyho Davise, s nímž se spřátelil a vystupoval. Své první album nazvané Travelin' Man vydal v roce 1971. Následovala řada dalších alb.